# 김준경
김준경(金駿卿, 1924년 4월 22일 ~ 1973년 5월 5일)은 대한민국의 독립운동가이다. 호(號)는 갑천(岬川). 대한광복군, 한국독립당, 반민족행위특별조사위원회경찰대, 제15대 태백경찰서장, 제25대 횡성경찰서장이었다.

## 생애

### 어린 시절과 청년 시절
강원도 횡성군 갑천면 하대리(岬川面 下大里)에서 출생하였으며 지난날 한때 강원도 춘천에서 잠시 유아기를 보낸 적이 있는 그는 갑천면 서기로 근무하던 1943년 일제에 의해 강제 징집되어 중화민국 후난 성 구이둥(中華民國 湖南省 桂東)으로 끌려갔다. 3.1만세운동에 가담하여 옥살이를 한 당숙의 영향을 받아 어린 시절부터 투철한 반일 감정을 갖고 있는 데다 일본군의 만행과 망국의 설움을 참을 수 없었던 그는 임시정부를 찾아가 항일투쟁을 하기로 결심하고, 1944년 11월 중화민국 허베이 성 스자좡 지방에서 일본군 제3702부대를 탈출하여 생사를 넘나드는 모진 고생 끝에 극적으로 중국군 왕루지(王陸基) 장군 휘하 신편 군사 육군 제15사령부 예하 유격대의 일원이 되었다. 그 후 대한광복군 제1지대 제3구대에 편입되어 유격전, 심리전 등 항일투쟁을 하였다
1946년 5월 13일을 기하여 대한광복군 전역하였다. 1946년 5월 26일에서 1948년 5월 31일까지 한국독립당 행정위원 직위를 지냈다. 1950.12.25 화랑무공훈장을 수여받았다.  반민족행위특별조사위원회 경찰대로 근무하였고, 태백경찰서장과 횡성경찰서장을 역임하였다. 공직생활 내내 청렴한 생활과 약자를 배려하는 선행으로 많은 일화를 남겼다.

## 사후
대한민국 정부에서는 고인의 공훈을 기리고자 1982년 6월 6일을 기하여 대한민국 대통령 표창장을, 1990년 6월 6일을 기하여 대한민국 건국훈장 애족장을 각각 추서하였다.